# Break Up the Concrete
Break Up the Concrete je deváté studiové album kapely The Pretenders. Vydáno bylo v říjnu roku 2008 společností Shangri-La Music, šest let po předchozím albu Loose Screw. Jde o první album od roku 1990 (Packed!), na kterém se vůbec nepodílel zakládající člen, bubeník Martin Chambers. Zpěvačka Chrissie Hynde, která skupinu vede, uvedla, že chtěla jiný styl a myslela si, že by Chambers nebyl schopný její názor uspokojit. Píseň „Break Up the Concrete“ byla použita v epizodě „Od pěti do devíti“ seriálu Dr. House.

## Seznam skladeb
Autorkou všech skladeb je Chrissie Hynde, pokud není uvedeno jinak.
1. Boots of Chinese Plastic – 2:31
2. The Nothing Maker – 3:58
3. Don't Lose Faith in Me – 2:45
4. Don't Cut Your Hair – 2:14
5. Love's a Mystery – 3:03
6. The Last Ride – 3:40
7. Almost Perfect – 4:48
8. You Didn't Have To – 3:09
9. Rosalee (Robert Kidney) – 4:14
10. Break Up the Concrete – 2:39
11. One Thing Never Changed – 3:46

## Obsazení
- Chrissie Hynde – zpěv, kytara
- Eric Heywood – pedálová steel kytara, doprovodné vokály
- James Walbourne – kytara, klavír, akordeon, doprovodné vokály
- Nick Wilkinson – baskytara, doprovodné vokály
- Jim Keltner – bicí, doprovodné vokály